# Kaukheimonen
Kaukheimonen eller Kaukoheimosenjärvi är en sjö i Finland. Den ligger i kommunen Savitaipale i landskapet Södra Karelen, i den södra delen av landet, 170 km nordost om huvudstaden Helsingfors. Kaukheimonen ligger 106,4 meter över havet. I omgivningarna runt Kaukheimonen växer i huvudsak blandskog. Den är 10 meter djup. Arean är 1,61 kvadratkilometer och strandlinjen är 7,9 kilometer lång. Sjön  ingår i Vuoksens huvudavrinningsområde. 